# Cupania rufescens
Cupania rufescens är en kinesträdsväxtart som beskrevs av Triana & Planch.. Cupania rufescens ingår i släktet Cupania och familjen kinesträdsväxter. Inga underarter finns listade i Catalogue of Life.